# Rota Alemã de Contos de Fadas

O decurso da Rota de Contos de Fada

A Rota Alemã de Contos de Fadas é uma estrada de férias na Alemanha. Desde 1975 a rota vai da cidade dos irmãos Grimm, Hanau no vale de Kinzig num percurso de 600 km, até ao mar, aos Músicos de Bremen. Ela faz confluir as situações de vida dos irmãos Grimm, lugares e paisagens, em que os seus contos de fada se radicam, num caminho, numa viagem. Detentor é a associação Rota Alemã de Contos de Fadas com sede em Kassel. A Estrada é sinalizada com tabuletas que têm uma cabeça duma fada em forma de coração. 

## Pontos de visitação
A Rota Alemã de Contos de Fadas passa por muitas e variadas paisagens com 8 parques nacionais como, por exemplo, o Parque Nacional Spessart de Hesse, Parque Nacional Hoher Vogelsberg, Parque Nacional Kellerwald-Edersee, Parque Nacional Meißner-Kaufunger Wald,  Parque Nacional Habichtswald e o Parque Nacional Weserbergland.
As cidades dos irmãos Grimm, Hanau, Steinau, Marburg e Kassel são estações importantes relativamente ao tema. O Livro de Contos de Fadas para Crianças e para a Casa, dos irmãos Grimm, publicado em 1812, foi declarado pela UNESCO como património mundial e encontra-se em Kassel. 
Com respeito ao tema, são também de relevo Alsfeld com a sua Casa do Capuchinho Vermelho, Bad Wildungen com o Museu da Branca de Neve, Baunatal como lugar de Dorothea Viehmann, contadora de contos de fada, o Hohe Meißner como monte da Casa da Holda, a floresta de Reinhardswald com o seu Castelo da Bela Adormecida, Hameln como cidade do Flautista de Hamelin, Bad Oeynhausen com o Museu dos Contos de Fada Alemães e Lendas do Weser e Bremen como cidade dos Músicos de Bremen.
Coisas significativas para se verem são as numerosas cidades e vilas com uma atmosfera da Idade Média como, por exemplo, Alsfeld (condecorada pelo Conselho Europeu como vila exemplar para protecção europeia de monumentos), Hann. Münden com cerca de 700 casas em madeira no centro histórico da cidade, Fritzlar como cidade da catedral e dos imperadores e Hameln (Hamelin) como cidade importante da renascença do Weser.
De carácter ímpar são os jardins barocos do castelo Philipsssruhe em Hanau e os Wasserspiele no parque de montanha de Kassel-Wilhelmshöhe, a câmara municipal que a ele pertence e que foi declarada como património mundial pela UNESCO e o Roland em Bremen, que é a Cidade dos Músicos de Bremen. 
Em 2012 e 2013 realizou-se o jubileu de 200 anos do Livro de Contos de Fadas para Crianças e para a Casa dos irmãos Grimm com festividades. Todos os anos se realizam numerosos espectáculos, festas ao ar livre, exposições e teatros subordinadas ao tema dos contos de fadas.

## Literatura
- Dorothee Hemme: Märchenstraßen - Lebenswelten. Zur kulturellen Konstruktion einer touristischen Themenstraße. Lit, Berlin/Münster 2009. ISBN 978-3-643-10179-2 (Hochschulschrift: Zugel. Dissertation Universität Göttingen 2007)
- Eberhard Michael Iba: Auf den Spuren der Brüder Grimm. Teil I: Eine literarische Reise von Hanau nach Höxter. Strassen (Luxemburg) 2000. ISBN 2-9599793-0-3
- Eberhard Michael Iba: Auf den Spuren der Brüder Grimm von Hanau nach Bremen. Märchen, Sagen, Geschichten. Pustet, Regensburg 1978. ISBN 3-7917-0536-9
- Michael Pasdzior, Matthias Reinhard: Die Deutsche Märchenstraße. Auf den Spuren der Brüder Grimm.  Ellert und Richter, Hamburg 1996. ISBN 3-89234-681-X
- Eberhard Michael Iba, Thomas L. Johnson: THE GERMAN FAIRY TALE LANDSCAPE - The storied world of the Brothers Grimm, klartext, Göttingen 2006. ISBN 3-9808714-8-7